# Pterocypha marmorata
Pterocypha marmorata là một loài bướm đêm trong họ Geometridae.